# Кравчук Станіслав Михайлович
Кравчук Станіслав Михайлович (25 вересня 1978, Чирчик, Узбекистан) — український фристайліст, фахівець із лижної акробатики, учасник чотирьох Олімпійських ігор.

## Олімпійські ігри
Виступи на Олімпійських іграх
| Рік  | Місце проведення    | Дисципліна | Результат |
| ---- | ------------------- | ---------- | --------- |
| 1998 | Наґано, Японія      | акробатика | 9         |
| 2002 | Солт-Лейк-Сіті, США | акробатика | 5         |
| 2006 | Турин, Італія       | акробатика | 13        |
| 2010 | Ванкувер, Канада    | акробатика | 19        |

## Чемпіонат світу
Виступи на чемпіонатах світу:
| Рік  | Місце проведення             | Результат |
| ---- | ---------------------------- | --------- |
| 1997 | Іїдзуна, Японія              | 14        |
| 2001 | Вістлер, Канада              | 15        |
| 2003 | Дір-Веллі, США               | 5         |
| 2005 | Рука, Фінляндія              | 22        |
| 2007 | Мадонна-ді-Кампільйо, Італія | 12        |
| 2009 | Інавасіро, Японія            | 14        |
| 2011 | Дір-Веллі, США               | 9         |

## Кубок світу
Подіуми на етапах кубків світу:
| Сезон   | Місце проведення        | Результат |
| ------- | ----------------------- | --------- |
| 2003–04 | Рука, Фінляндія         | 3         |
| 2004–05 | Ферні, Канада           | 2         |
| 2004–05 | Саузе-д'Улькс, Італія   | 3         |
| 2006–07 | Дір-Веллі, США          | 3         |
| 2007–08 | Дір-Веллі, США          | 1         |
| 2007–08 | Москва, Росія           | 2         |
| 2008–09 | Сайпрес Маунтін, Канада | 3         |
| 2008–09 | Москва, Росія           | 3         |
| 2010–11 | Квебек, Канада          | 3         |
| 2010–11 | Москва, Росія           | 2         |
| 2010–11 | Мінськ, Білорусь        | 2         |
| 2011–12 | Мінськ, Білорусь        | 1         |

Підсумкові результати по кожному сезону:
| Сезон   | Акробатика | Набрані очки |
| ------- | ---------- | ------------ |
| 2000–01 | 16         | 184          |
| 2001–02 | 19         | 188          |
| 2002–03 | 23         | 240          |
| 2003–04 | 13         | 246          |
| 2004–05 | 13         | 316          |
| 2005–06 | 12         | 244          |
| 2006–07 | 12         | 138          |
| 2007–08 | 4          | 396          |
| 2008–09 | 13         | 142          |
| 2009–10 | 20         | 89           |
| 2010–11 | 6          | 220          |
| 2011–12 | 8          | 286          |